# Virginiiny vodopády
Virginiiny vodopády se nachází na řece South Nahanni v národním parku Nahanni v kanadských Severozápadních teritoriiích. Nachází se ve výšce 500 m n. m. ve vzdálenosti 120 kilometrů od yukonské hranice. Jejich výška dosahuje 96 metrů, což je přibližně dvojnásobek výšky Niagarských vodopádů. Skála uprostřed vodopádů je označována Masonova skála, podle kanoisty a spisovatele Billa Masona. Nedaleko vodopádů se nachází stejnojmenný aerodrom.